# Legacy (Musikmagazin)
Legacy [ˈlɛgəsi] ist ein deutschsprachiges Musikmagazin mit Redaktionssitz in Saarbrücken, das seit 1999 zweimonatlich erscheint. Wie der Untertitel „The Voice from the Dark Side“ bereits andeutet, widmet sich das „Legacy“ vor allem der düsteren Seite harter Musik. Ursprünglich war das Magazin nur auf Black- und Death-Metal spezialisiert.
Mittlerweile wurde das Spektrum um die Bereiche Heavy Metal, Pagan Metal, Thrash Metal, Grindcore, Metalcore, Gothic Metal und teils auch Elektro erweitert.
Verkauft wird das „Legacy“ in Deutschland, Österreich, der Schweiz sowie europaweit in allen internationalen Presseshops. Dem Heft liegt eine CD bei, die neben Titeln bekannter Künstler zumeist auch Eigenproduktionen regional bekannter Bands enthält. Das Heft enthält auch einen Multimedia-Bereich, der sich vor allem mit Filmen und Videospielen beschäftigt.
Gelegentlich erscheinen Sonderhefte wie das Paganfire, von dem bisher zwei Ausgaben existieren, die im April 2007, bzw. im Januar 2009 erschienen.
Anlässlich des zehnjährigen Jubiläums fand im Mai 2009, auf dem ehemaligen Flugplatz von Dessau, das Legacy-Festival statt.